# III bitwa u przylądka Finisterre
III bitwa u przylądka Finisterre – starcie zbrojne, które miało miejsce 22 lipca 1805 roku w czasie wojen napoleońskich pomiędzy flotą francusko-hiszpańską (dowodzoną przez admirała Villeneuve’a) a flotą brytyjską (dowódca admirał Calder).
W bitwie stoczonej koło przylądka Finisterre brytyjska flota admirała Caldera powstrzymała francusko-hiszpańską flotę admirała Villeneuve’a przed wpłynięciem na kanał La Manche, gdzie okręty francuskie i hiszpańskie miały pomóc Napoleonowi w przeprowadzeniu inwazji na Anglię.

## Tło strategiczne
Zawarty w 1802 roku pokój w Amiens nie utrzymał się długo i na skutek aneksji Piemontu przez Napoleona od 18 maja 1803 roku Wielka Brytania znów była w stanie wojny z Francją.
Napoleon postanowił zakończyć brytyjską blokadę przez dokonanie inwazji i podboju Wielkiej Brytanii. Przygotowana do inwazji armia zwana Armée d’Angleterre obozowała w 1805 roku w Boulogne i liczyła 150 000 żołnierzy. Gdyby udało się ją przeprawić przez kanał, mało prawdopodobne, by słabo wyszkolona i wyposażona brytyjska armia lądowa i milicja były w stanie stawić Francuzom czoła. Plan polegał na wymknięciu się francuskiej marynarki wojennej z blokowanych portów w Tulonie i Breście, a następnie zagrożeniu brytyjskim posiadłościom w Indiach Zachodnich. Manewr ten miał odciągnąć brytyjskie okręty od zachodnich wybrzeży Anglii. Floty francuskie z Tulonu i Brestu miały się następnie połączyć koło Martyniki i wspólnie wrócić do Europy, wysadzić wojska w Irlandii, by wywołały tam antybrytyjskie powstanie, a następnie zlikwidować słabe patrole brytyjskie na kanale La Manche. Na koniec okręty francuskie miały przetransportować Armée d’Angleterre przez Cieśninę Kaletańską.
Villeneuve wypłynął z Tulonu 29 marca 1805 roku, mając ze sobą 11 liniowców, 6 fregat i 2 brygi. Udało mu się uniknąć blokady admirała Nelsona i 8 kwietnia wydostał się przez Cieśninę Gibraltarską na Atlantyk. W Kadyksie usunął blokadę przez wyparcie brytyjskiej eskadry. Dzięki temu dołączyć do niego mogło 6 hiszpańskich liniowców. Połączona flota pożeglowała do Indii Zachodnich, gdzie 12 maja znalazła się koło Martyniki.
Silne wiatry zachodnie zatrzymały flotę Nelsona na Morzu Śródziemnym aż do 7 maja, toteż flota brytyjska w sile 10 okrętów zjawiła się koło Antiguy dopiero 4 czerwca.
Villeneuve czekał koło Martyniki na admirała Ganteaume’a, którego flota miała opuścić Brest i połączyć się z nim. Ganteaume nie zdołał jednak wyrwać się z blokady i nie przybył. Prośby francuskich oficerów, by zaatakować brytyjskie kolonie, nie zostały wysłuchane przez Villenueve’a z wyjątkiem jednego przypadku – odzyskania fortu na wyspie Rocher du Diamant (Diamentowa Skała), gdy 4 czerwca flota francusko-hiszpańska odpłynęła spod Martyniki. Od pochwyconych brytyjskich statków handlowych admirał francuski dowiedział się o przybyciu Nelsona do Antigui. W tej sytuacji Villeneuve, nie osiągnąwszy swoich celów, 11 czerwca postanowił odpłynąć do Europy.
Będąc jeszcze na Antylach, francusko-hiszpańska flota napadła na brytyjski konwój wart 5 milionów franków. Konwój eskortowany był przez 28-działową fregatę „Barbadoes” i slupa „Netley”. Villeneuve wydał rozkaz do ataku dla dwóch francuskich fregat i 80-działowego liniowca hiszpańskiego „Argonauta”. Wszystkie statki brytyjskie zostały zdobyte prócz jednego okrętu eskorty.
Następnie Francuzi i Hiszpanie dopadli i spalili 14-działowy angielski okręt kaperski. Wkrótce potem, 3 lipca, odzyskano hiszpański galeon „Matilda” wiozący skarb wartości 15 milionów franków. Okręt kaperski „Mars” z Liverpoolu, który holował zdobycz do angielskich portów, został spalony, natomiast galeon został wzięty na hol przez francuską fregatę „Siréne”.
Podczas powrotu do Europy silny północno-wschodni wiatr sprawił, że okręt francuski „Indomptable” stracił swoją główną reję. Także inne jednostki doznały lekkich uszkodzeń. Zdaniem hiszpańskiego admirała Graviny, który 11 razy przebył Atlantyk, rejs ten był szczególnie trudny. Flota z uszkodzonymi okrętami, zmęczonymi załogami i z kończącymi się zapasami żywności dostrzegła ląd 22 lipca w pobliżu przylądka Finisterre.

## Bitwa
Wieść o powrocie francuskiej floty dotarła do wiceadmirała Roberta Caldera 19 lipca. Otrzymał rozkaz przerwania blokady portów w Rochefort i Ferrol i ruszenia w kierunku przylądka Finisterre, by przechwycić flotę Villeneuve’a. Obie floty dostrzegły się nawzajem 22 lipca około godziny 11.00.
Po kilku godzinach manewrowania w kierunku południowo-zachodnim walka zaczęła się o godzinie 17.15. Pierwszym brytyjskim okrętem, który wszedł w kontakt bojowy z francusko-hiszpańską linią, był znajdujący się w awangardzie „Hero” dowodzony przez kapitana Alana Hyde’a Gardnera. Z powodu słabej widoczności obie floty zgubiły swój szyk i walka miała charakter nieuporządkowany. Około godziny 20.00 poddały się dwa zaatakowane abordażem okręty hiszpańskie „Firme” i „San Rafaël”. O godzinie 20.25 Calder dał sygnał do zaprzestania walki z zamiarem kontynuowania bitwy następnego dnia. Z powodu zapadających ciemności i ogólnego zamieszania wymiana ognia ciągnęła się jeszcze przez godzinę.
O świcie następnego dnia (23 lipca) obie floty znalazły się w odległości 27 km od siebie. Calder nie miał ochoty na drugą bitwę z silniejszym liczebnie przeciwnikiem, tym bardziej że miał dwa poważnie uszkodzone okręty – „Windsor Castle” i „Malta”. Wziął także pod uwagę możliwość, że po zaprzestaniu blokady Rochefort i Ferrol, tamtejsze floty mogły bez przeszkód wyjść teraz w morze i wzmocnić siły Villeneuve’a. Anglicy zatem zrezygnowali z dalszej walki i wraz ze zdobytymi dwoma hiszpańskimi okrętami skierowali się na północny wschód.
Villeneuve w swoim raporcie twierdził, że początkowo miał zamiar zaatakować Anglików, jednak z powodu lekkiego wiatru dotarcie do okrętów angielskich zajęłoby tyle czasu, że do walki doszłoby o bardzo później porze, czego Villeneuve chciał uniknąć. Gdy 24 lipca zmienił się kierunek wiatru, flota francusko-hiszpańska znalazła się od strony zawietrznej w stosunku do Brytyjczyków, co było idealną pozycją do natarcia. Villeneuve jednak, zamiast zaatakować, skierował swoje okręty na południe. Gdy przybył do portu w La Corunii (połączył się tam z blokowaną eskadrą francuską z El Ferrol) 1 sierpnia otrzymał rozkaz od Napoleona, by natychmiast udać się do Brestu i Boulogne. Villeneuve jednak uwierzył fałszywym raportom o potężnej flocie brytyjskiej znajdującej się w Zatoce Biskajskiej i zawrócił do Kadyksu, gdzie dotarł 21 sierpnia.

## Podsumowanie
Bitwa zakończyła się porażką floty francusko-hiszpańskiej: 15 okrętów brytyjskich walczyło z 20 okrętami francuskimi i hiszpańskimi, zdobywając 2 okręty hiszpańskie. Brytyjczycy stracili 39 zabitych i 159 rannych, podczas gdy Francuzi i Hiszpanie – 476 zabitych i rannych. Najważniejsze jednak było to, że Villeneuve nie zdołał zrealizować swoich celów: przewiezienia wojsk francuskich do Irlandii oraz przeprawienia czekającej w Boulogne Armée d’Angleterre do Anglii.
Jednak zarówno Admiralicja, jak i brytyjska opinia publiczna inaczej oceniły tę bitwę. Calder otrzymał reprymendę za uniknięcie dalszej walki 23 i 24 lipca, a następnie został zwolniony ze stanowiska dowódcy. Nigdy więcej już nie służył na morzu.
Napoleon, rozczarowany wynikiem operacji na morzu, porzucił myśl o inwazji na Anglię, a Armée d’Angleterre przemianował na Grande Armée. Armia ta 27 sierpnia opuściła Boulogne i ruszyła do walki z Austrią i Rosją.
Villeneuve i jego połączona flota pozostał w Kadyksie do 21 października, kiedy to poniósł klęskę pod Trafalgarem.

## Siły i straty

### Flota brytyjska
- Calder miał piętnaście liniowców („Prince of Wales”, „Glory”, „Barfleur”, „Windsor Castle”, „Malta”, „Thunderer”, „Hero”, „Repulse”, „Defiance”, „Ajax”, „Warrior”, „Dragon”, „Triumph”, „Agamemnon”, „Raisonnable”), dwie fregaty („Egyptienne” z1801 roku i „Sirius” z roku 1797) i dwie mniejsze jednostki.

| Okręt           | Działa | Rok  | Dowódca                                                             | Zabici | Ranni |
| --------------- | ------ | ---- | ------------------------------------------------------------------- | ------ | ----- |
| Hero            | 74     | 1803 | kapitan Alan Hyde Gardner                                           | 1      | 4     |
| Ajax            | 74     | 1798 | kapitan William Brown                                               | 2      | 16    |
| Triumph         | 74     | 1764 | kapitan Henry Inman                                                 | 5      | 6     |
| Barfleur        | 98     | 1768 | kapitan George Martin                                               | 3      | 7     |
| Agamemnon       | 64     | 1781 | kapitan John Harvey                                                 | 0      | 3     |
| Windsor Castle  | 98     | 1790 | kapitan C. Boyles                                                   | 10     | 35    |
| Defiance        | 74     | 1783 | kapitan Philip Durham                                               | 1      | 7     |
| Prince of Wales | 98     | 1794 | kapitan W. Cumming okręt flagowy admirała Caldera                   | 3      | 20    |
| Repulse         | 64     | 1803 | kapitan honorowy Arthur Keye-Legge                                  | 0      | 4     |
| Raisonnable     | 64     | 1768 | kapitan Josias Rowley                                               | 1      | 1     |
| Dragon          | 74     | 1798 | kapitan Edward Griffith                                             | 0      | 4     |
| Glory           | 98     | 1788 | kapitan Samuel Warren okręt flagowy wiceadmirała Charlesa Stirlinga | 1      | 1     |
| Warrior         | 74     | 1781 | kapitan S. Hood Linzee                                              | 0      | 0     |
| Thunderer       | 74     | 1783 | kapitan William Lechmere                                            | 7      | 11    |
| Malta           | 80     | 1800 | kapitan Granger                                                     | 5      | 40    |

### Flota francusko-hiszpańska
- Villeneuve miał 20 liniowców (sześć hiszpańskich: „Argonauta”, „Terrible”, „America”, „Espana”, „San Rafaël”, „Firme” i 14 francuskich: „Pluton”, „Mont Blanc”, „Atlas”, „Berwick”, „Neptune”, „Bucentaure”, „Formidable”, „Intrépide”, „Scipion”, „Swiftsure”, „Indomptable”, „Aigle”, „Achille”, „Algésiras”) oraz 7 fregat i 2 brygi.

(Według informacji, jakie podał Juan Ramón Viana Villavicencio)
| Okręt       | Działa | Państwo   | Rok  | Dowódca                                                                      | Zabici | Ranni |
| ----------- | ------ | --------- | ---- | ---------------------------------------------------------------------------- | ------ | ----- |
| Argonauta   | 80     | Hiszpania |      | kapitan Rafael de Hore okręt flagowy generała lejtnanta Don Federico Carlosa | 6      | 5     |
| Terrible    | 74     | Hiszpania |      | komandor Francisco Vázquez de Mondragón                                      | 1      | 7     |
| América     | 64     | Hiszpania |      | komandor Juan Darrac                                                         | 5      | 13    |
| España      | 64     | Hiszpania |      | komandor Bernardo Muñoz                                                      | 5      | 23    |
| San Rafael  | 80     | Hiszpania |      | komandor Francisco de Montes okręt zdobyty przez Anglików                    | 41     | 97    |
| Firme       | 74     | Hiszpania |      | komandor Rafael de Villavicencio okręt zdobyty przez Anglików                | 35     | 60    |
| Pluton      | 74     | Francja   | 1804 | komandor Cosmao-Kerjulien                                                    | 14     | 24    |
| Mont-Blanc  | 74     | Francja   | 1791 | komandor La Villegris                                                        | 5      | 16    |
| Atlas       | 74     | Francja   |      | dowódca w stopniu komandora został zabity                                    | 15     | 52    |
| Berwick     | 74     | Francja   |      | komandor Camas                                                               | 3      | 11    |
| Neptune     | 80     | Francja   |      | komandor Maistral                                                            | 3      | 9     |
| Bucentaure  | 80     | Francja   | 1804 | okręt flagowy admirała Villeneuve                                            | 5      | 5     |
| Formidable  | 80     | Francja   | 1795 | komandor Letellier okręt flagowy kontradmirała Pierre’a Dumanoira le Pelleya | 6      | 8     |
| Intrépide   | 74     | Francja   |      | komandor Ifernet                                                             | 7      | 9     |
| Scipion     | 74     | Francja   |      | komandor Berenguer                                                           | 0      | 0     |
| Swiftsure   | 74     | Francja   |      | komandor Villemadrin                                                         | 0      | 0     |
| Indomptable | 80     | Francja   | 1789 | komandor Hubert                                                              | 1      | 1     |
| Aigle       | 74     | Francja   |      | komandor Gourrege                                                            | 6      | 0     |
| Achille     | 74     | Francja   | 1803 | komandor Nieport                                                             | 0      | 0     |
| Algésiras   | 74     | Francja   |      | komandor Brouard okręt flagowy kontradmirała Magona                          | 0      | 0     |